# پی‌سی‌دی (آلبوم)
پی‌سی‌دی (به انگلیسی: PCD) اولین آلبوم استودیویی گروه دخترانه آمریکایی، پوسی‌کت دالز است که در ۱۲ سپتامبر ۲۰۰۵ توسط ای اند ام رکوردز منتشر شد. در سال ۱۹۹۳ گروه پوسی‌کت دالز به عنوان یک گروه بورلسک توسط طنز پرداز روبین آنتین ایجاد شد. پس از جلب توجه رسانه‌ها، آنتین با سرمایه‌گذاری مشترک با اینترسکوپ رکوردز، اقدام به تاسیس گروه کرد. این برند با همراهی جیمی آیوین به رون فایر داده شد. آلبوم در درجه اول شامل سبک‌های دنس پاپ و آراندبی معاصر است و ترانه‌های این آلبوم دارای شخصیت‌های جنسی است و به بررسی موضوعات فمینیسم و عاشقانه می‌پردازد. همچنین آلبوم شامل همکاری با رپرهایی همچون باستا رایمز، تیمبلند و ویل.آی.ام است.

## فهرست ترانه
| پی‌سی‌دی – نسخه استاندارد | پی‌سی‌دی – نسخه استاندارد              | پی‌سی‌دی – نسخه استاندارد |
| شماره                   | نام                                  | مدت                     |
| ----------------------- | ------------------------------------ | ----------------------- |
| ۱.                      | «دونت چا» (با همراهی باستا رایمز)    | ۴:۳۲                    |
| ۲.                      | «بوق» (با همراهی ویل.آی.ام)          | ۳:۴۹                    |
| ۳.                      | «دقیقه‌ای صبر کن» (با همراهی تیمبلند) | ۳:۴۲                    |
| ۴.                      | «استیک‌ویت‌یو»                         | ۳:۲۷                    |
| ۵.                      | «دکمه‌ها»                             | ۳:۴۵                    |
| ۶.                      | «من به مردی احتیاج ندارم»            | ۳:۳۹                    |
| ۷.                      | «چیزهای داغ (می‌خواهم برگردم)»        | ۳:۴۷                    |
| ۸.                      | «چند بار، چند دروغ»                  | ۳:۵۶                    |
| ۹.                      | «نیش را بزنید»                       | ۳:۳۳                    |
| ۱۰.                     | «همین الان»                          | ۲:۲۷                    |
| ۱۱.                     | «عشق رنگ" / "عشق ما به کجا رفت»      | ۳:۲۶                    |
| ۱۲.                     | «احساس خوبی»                         | ۴:۱۹                    |
| مجموع مدت:              | مجموع مدت:                           | ۴۴:۲۲                   |